# Stangarfjall
Stangarfjall är ett berg i republiken Island. Det ligger i regionen Suðurland, 110 km öster om huvudstaden Reykjavík. Toppen på Stangarfjall är 451 meter över havet, eller 186 meter över den omgivande terrängen. Bredden vid basen är 5,0 km.
Trakten runt Stangarfjall är nära nog obefolkad, med mindre än två invånare per kvadratkilometer. Det finns inga samhällen i närheten. Trakten runt Stangarfjall består i huvudsak av gräsmarker.